# Волчок, Игорь Семёнович
И́горь Семёнович Волчо́к (4 октября 1931, Москва — 19 апреля 2016, там же) — советский и российский футбольный тренер. Заслуженный тренер РСФСР (1972).

## Биография
Фамилия при рождении — Во́лчек. В результате путаницы в документах после армейской службы фамилия изменилась на Волчок. Родственник Галины Волчек по отцовской линии.
В игровой карьере больших успехов не добивался. Был капитаном сборной Москвы, а также выступал за дублирующие составы московских клубов «Торпедо» (1950) и ЦДСА (1951—1952).
Как тренер прославился тем, что многие из его подопечных позднее успешно проявляли себя в тренерской деятельности: Александр Аверьянов, Курбан Бердыев, Валерий Газзаев, Валерий Гладилин, Гиви Нодия, Валерий Петраков, Юрий Сёмин, Виталий Шевченко, Владимир Шевчук, Владимир Эштреков.
Прощание со спортсменом прошло 22 апреля в 12.30 в крематории Николо-Архангельского кладбища.

## Достижения
- Заслуженный тренер РСФСР (1972)
- Двукратный обладатель Кубка МССЖ (1974, 1976)
- Бронзовый призёр Чемпионата Узбекистана (2003)
- Победитель первой лиги СССР: 1974
- Победитель зонального турнира второй лиги России: 1997
- Бронзовый призёр зонального турнира второй лиги СССР: 1970